# 국가지원지방도 제69호선
국가지원지방도 제69호선은 부산광역시 강서구 녹산동 성산삼거리와 경상북도 울진군 매화면 기향교를 잇는 대한민국의 국가지원지방도이다.

## 역사
1994년 '부산 ~ 영덕선'이라는 이름으로 국도 제69호선을 신설하기로 계획되었던 도로가 시초이며, 당시 연장은 192km로 정해져 있었다. 그러나 국가 재정 부족으로 국도로 승격되지 못했으며 구상된 노선은 폐기되지 않고 국가지원지방도로 지정되었다. 2001년에 종점을 영덕군 영덕읍에서 울진군 원남면으로 변경하면서 지금과 같은 노선이 되었다.
- 1996년 7월 19일 : 부산광역시 강서구 ~ 경상북도 영덕군 영덕읍 구간을 국가지원지방도 제69호 부산 ~ 영덕선으로 지정[1]
- 2001년 8월 25일: 종점을 경상북도 영덕군 영덕읍에서 울진군 원남면으로 변경해 국가지원지방도 제69호선 부산 ~ 울진선으로 변경[2]
- 2002년 9월 12일 : 온정 ~ 원남간 도로(경상북도 울진군 원남면 갈면리) 630m 구간 확장 개통[3]
- 2003년 7월 19일 : 경산시 진량읍 신상리 ~ 하양읍 금락리 4.65 km 구간 개통[4]
- 2004년 5월 17일 : 경산시 자인면 남촌리 ~ 진량읍 신상리 4.6 km 구간 개통, 기존 5.3 km 구간 폐지[5]
- 2006년 2월 27일 : 송내교(포항시 북구 죽장면 입암리) 478m 구간 재가설 개통[6]
- 2007년 9월 20일 : 가사교(포항시 북구 죽장면 가사리) 643m 구간 재가설 개통[7]
- 2007년 10월 15일 : 삼계1교(청도군 운문면 신원리) 620m 구간, 신원2교(청도군 운문면 오진리) 834.7m 구간 재가설 개통[8]
- 2007년 10월 25일 : 원리 ~ 영포간 도로(양산시 원동면 원리 ~ 영포리) 7.5 km 구간과 장선 ~ 태봉간 도로(양산시 원동면 선리) 3.409 km 구간 확장 개통[9]
- 2009년 1월 14일 : 김해시 불암동 ~ 대동면 괴정리 9.0 km 구간 신설 개통[10], 기존 김해시 불암동 ~ 대동면 괴정리 9.0 km 구간 폐지[11]
- 2009년 1월 15일 : 경상남도 김해시 불암동 ~ 대동면 초정리 7.06 km 구간을 자동차 전용도로로 지정[12][13]
- 2009년 2월 25일 : 부산광역시 강서구 봉림동(통전 교차로) ~ 식만동(식만교) 4.4 km 구간을 자동차 전용도로로 지정[14]
- 2018년 2월 19일 : 온정 ~ 원남간 도로 1공구(울진군 온정면 외선미리) 1.55 km 구간과 2공구(울진군 온정면 조금리) 200m 구간 확장 개통[15]
- 2018년 2월 20일 : 영천조교 ~ 임고간 도로(영천시 임고면 양항리) 2.16 km 구간 확장 개통, 기존 825m 구간 폐지[16]
- 2019년 12월 12일 : 영천조교 ~ 임고간 도로(영천시 조교동 ~ 임고면 양항리) 5.32 km 구간 확장 개통, 기존 영천시 언하동 ~ 임고면 양항리 1.05 km 구간 폐지[17]
- 2020년 9월 14일 : 지품 ~ 온정간 도로(영덕군 영해면 대리) 1.89km 구간 확장 개통[18]

## 주요 경유지
부산광역시
- 강서구 (녹산동 - 생곡동 - 미음동 - 범방동 - 봉림동 - 죽동동 - 죽림동 - 식만동)

경상남도
- 김해시 (불암동 - 대동면 - 상동면) - 양산시 (원동면)

울산광역시
- 울주군 (상북면)

경상북도
- 청도군 (운문면 - 금천면) - 경산시 (남산면 - 자인면 - 진량읍 - 하양읍 - 와촌면) - 영천시 (금호읍- 오수동 - 쌍계동 - 화룡동 - 교촌동 - 성내동 - 과전동 - 창구동 - 문내동 - 문외동 - 야사동 - 망정동 - 조교동 - 언하동 - 임고면 - 자양면) - 포항시 북구 죽장면 - 영덕군 (달산면 - 지품면 - 영해면 - 창수면) - 울진군 (온정면 - 원남면)

## 노선
- (■): 자동차 전용도로 구간

### 부산광역시
| 이름                 | 접속 노선                                     | 소재지     | 소재지 | 비고                 |
| -------------------- | --------------------------------------------- | ---------- | ------ | -------------------- |
| 성산삼거리           | 국도 제2호선 국도 제77호선 (낙동남로)         | 부산광역시 | 강서구 | 기점                 |
| 세산 교차로          | 국가지원지방도 제58호선 (가락대로) 남해안대로 | 부산광역시 | 강서구 |                      |
| 지사교               |                                               | 부산광역시 | 강서구 |                      |
| 조만포삼거리         | 수가로                                        | 부산광역시 | 강서구 |                      |
| 조만교 맹리교        |                                               | 부산광역시 | 강서구 |                      |
| 가락 나들목          | 104호선 남해고속도로제2지선                   | 부산광역시 | 강서구 |                      |
| 봉림지하차도         | 조만로                                        | 부산광역시 | 강서구 |                      |
| 통전 교차로          | 가락대로                                      | 부산광역시 | 강서구 |                      |
| 통전교 오봉교 죽동교 |                                               | 부산광역시 | 강서구 |                      |
| 죽림 교차로          | 호계로                                        | 부산광역시 | 강서구 |                      |
| 식만 분기점          | 국도 제14호선 (동서대로)                      | 부산광역시 | 강서구 | 국도 제14호선과 중복 |
| 식만교               |                                               | 부산광역시 | 강서구 | 국도 제14호선과 중복 |

### 경상남도
| 이름                          | 접속 노선                           | 소재지 | 소재지 | 비고                                          |
| ----------------------------- | ----------------------------------- | ------ | ------ | --------------------------------------------- |
| 식만교                        |                                     | 김해시 | 불암동 | 국도 제14호선과 중복                          |
| 분도교 불암교                 |                                     | 김해시 | 불암동 | 국도 제14호선과 중복                          |
| 불암지하차도                  | 국도 제14호선 (김해대로)            | 김해시 | 불암동 | 국도 제14호선과 중복                          |
| 수안 교차로                   | 대동로                              | 김해시 | 대동면 |                                               |
| 주중교 신명1교 신명2교        |                                     | 김해시 | 대동면 |                                               |
| 미개통 구간                   |                                     | 김해시 | 대동면 | 계획중                                        |
| 원지삼거리                    | 대동로                              | 김해시 | 대동면 |                                               |
| 괴정교                        |                                     | 김해시 | 대동면 |                                               |
| 대동 나들목                   | 55호선 중앙고속도로                 | 김해시 | 대동면 |                                               |
| 대감초등학교 대감교           |                                     | 김해시 | 대동면 |                                               |
| 덕산삼거리                    |                                     | 김해시 | 대동면 |                                               |
| 덕산교 덕산정수장             |                                     | 김해시 | 대동면 |                                               |
| 매리2교                       |                                     | 김해시 | 상동면 |                                               |
| (상동매리농협)                | 상동로                              | 김해시 | 상동면 |                                               |
| 매리1교                       |                                     | 김해시 | 상동면 | 상동 나들목 (55호선 중앙고속도로)와 간접 연결 |
| (이름 없음)                   | 국가지원지방도 제60호선             | 김해시 | 상동면 | 미개통                                        |
| 매리취수장                    |                                     | 김해시 | 상동면 | 국가지원지방도 제60호선과 중복                |
| 감로리                        | 국가지원지방도 제60호선 (동북로)    | 김해시 | 상동면 | 국가지원지방도 제60호선과 중복                |
| (교량 명칭 미정)              |                                     | 김해시 | 상동면 | 계획중                                        |
| (교량 명칭 미정)              |                                     | 양산시 | 원동면 | 계획중                                        |
| 원리삼거리                    | 지방도 제1022호선 (원동로) (천태로) | 양산시 | 원동면 |                                               |
| 원동중학교 함포교             |                                     | 양산시 | 원동면 |                                               |
| (선장교 남단)                 | 지방도 제1077호선 (늘밭로)          | 양산시 | 원동면 | 지방도 제1077호선과 중복                      |
| 선장교                        |                                     | 양산시 | 원동면 | 지방도 제1077호선과 중복                      |
| (어영교 동단)                 | 지방도 제1077호선 (어영길)          | 양산시 | 원동면 | 지방도 제1077호선과 중복                      |
| 영포교 배태고개               |                                     | 양산시 | 원동면 |                                               |
| (배내휴게소)                  | 지방도 제1051호선 (고례로) (어실로) | 양산시 | 원동면 |                                               |
| 윗고점교 고점교               |                                     | 양산시 | 원동면 |                                               |
| (풍호대교)                    | 풍호대길                            | 양산시 | 원동면 |                                               |
| 선리교                        | 다름제길                            | 양산시 | 원동면 |                                               |
| 배내골 나들목 (배내골 교차로) | 14호선 함양울산고속도로             | 양산시 | 원동면 |                                               |

### 울산광역시
| 이름                     | 접속 노선              | 소재지 | 소재지 | 비고        |
| ------------------------ | ---------------------- | ------ | ------ | ----------- |
| 배내골                   |                        | 울주군 | 상북면 |             |
| 배내1교 배내2교          |                        | 울주군 | 상북면 |             |
| 배내터널                 |                        | 울주군 | 상북면 | 연장 70m    |
| 배내골입구삼거리         | 석남로                 | 울주군 | 상북면 |             |
| 석남사 석남교            |                        | 울주군 | 상북면 |             |
| 행정마을입구 교차로      | 석남로                 | 울주군 | 상북면 |             |
| 덕현삼거리 (덕현 교차로) | 국도 제24호선 (울밀로) | 울주군 | 상북면 |             |
| 가지산온천               |                        | 울주군 | 상북면 |             |
| 운문터널                 |                        | 울주군 | 상북면 | 연장 1,930m |

### 경상북도
| 이름                                                                                          | 접속 노선                                       | 소재지                        | 소재지                                      | 비고                                         |
| --------------------------------------------------------------------------------------------- | ----------------------------------------------- | ----------------------------- | ------------------------------------------- | -------------------------------------------- |
| 운문터널                                                                                      |                                                 | 청도군                        | 운문면                                      | 연장 1,930m                                  |
| 삼계4교 삼계3교 삼계2교 삼계1교                                                               |                                                 | 청도군                        | 운문면                                      |                                              |
| (신원리)                                                                                      | 운문사길                                        | 청도군                        | 운문면                                      |                                              |
| 방지초등학교 문명분교장 신원교 신원1교 신원2교                                                |                                                 | 청도군                        | 운문면                                      |                                              |
| (오진1교 서단)                                                                                | 오진길                                          | 청도군                        | 운문면                                      |                                              |
| 운문교                                                                                        |                                                 | 청도군                        | 운문면                                      |                                              |
| 대천삼거리                                                                                    | 국도 제20호선 지방도 제919호선 (청려로)         | 청도군                        | 운문면                                      | 국도 제20호선과 중복 지방도 제919호선과 중복 |
| 대천공용여객자동차터미널 운문면사무소                                                         |                                                 | 청도군                        | 운문면                                      | 국도 제20호선과 중복 지방도 제919호선과 중복 |
| 방지초등학교                                                                                  |                                                 | 청도군                        | 금천면                                      | 국도 제20호선과 중복 지방도 제919호선과 중복 |
| 동곡삼거리                                                                                    | 금천로                                          | 청도군                        | 금천면                                      | 국도 제20호선과 중복 지방도 제919호선과 중복 |
| 금천네거리                                                                                    | 지방도 제919호선 (선암로)                       | 청도군                        | 금천면                                      | 국도 제20호선과 중복 지방도 제919호선과 중복 |
| 동곡네거리                                                                                    | 국도 제20호선 (청려로)                          | 청도군                        | 금천면                                      | 국도 제20호선과 중복                         |
| 동곡2 교차로                                                                                  | 윗동실길                                        | 청도군                        | 금천면                                      |                                              |
| 남전교                                                                                        |                                                 | 청도군                        | 금천면                                      |                                              |
| 사전1 교차로                                                                                  | 사전1길 사전2길                                 | 청도군                        | 금천면                                      |                                              |
| 사전2 교차로                                                                                  | 사전3길 사전4길                                 | 청도군                        | 금천면                                      |                                              |
| 청도온천 교차로                                                                               | 사전6길                                         | 청도군                        | 금천면                                      |                                              |
| 김전교                                                                                        |                                                 | 청도군                        | 금천면                                      |                                              |
| 김전 교차로                                                                                   | 김전3길                                         | 청도군                        | 금천면                                      |                                              |
| 구터 교차로                                                                                   | 구터길                                          | 청도군                        | 금천면                                      |                                              |
| 갈고개 교차로                                                                                 | 삼성길                                          | 청도군                        | 금천면                                      |                                              |
| 평기2 교차로                                                                                  | 평기2길                                         | 경산시                        | 남산면                                      |                                              |
| 자원순환센터 교차로                                                                           |                                                 | 경산시                        | 남산면                                      |                                              |
| 평기1 교차로                                                                                  | 평기1길                                         | 경산시                        | 남산면                                      |                                              |
| 갈지 교차로                                                                                   | 갈지로 성산로                                   | 경산시                        | 남산면                                      |                                              |
| (교량 명칭 미상)                                                                              |                                                 | 경산시                        | 남산면                                      |                                              |
| 경리2 교차로                                                                                  | 갈지로                                          | 경산시                        | 남산면                                      |                                              |
| 경동 교차로                                                                                   | 경리길                                          | 경산시                        | 남산면                                      |                                              |
| 경리1 교차로                                                                                  | 하남로 경리길                                   | 경산시                        | 남산면                                      |                                              |
| 옥천 교차로 (옥천교)                                                                          | 서원천로 산양길 옥천2길                         | 경산시                        | 자인면                                      |                                              |
| 원당 교차로                                                                                   | 원당길                                          | 경산시                        | 자인면                                      |                                              |
| 울옥 교차로                                                                                   | 설총로                                          | 경산시                        | 자인면                                      |                                              |
| (교량 명칭 미상)                                                                              |                                                 | 경산시                        | 자인면                                      |                                              |
| 자인 교차로                                                                                   | 지방도 제919호선 (원효로)                       | 경산시                        | 자인면                                      |                                              |
| 남촌네거리                                                                                    | 일연로 한장군로                                 | 경산시                        | 자인면                                      |                                              |
| 단북네거리                                                                                    | 일연로 단북1길                                  | 경산시                        | 자인면                                      |                                              |
| 안촌교                                                                                        |                                                 | 경산시                        | 진량읍                                      |                                              |
| 황제 교차로                                                                                   | 진성로                                          | 경산시                        | 진량읍                                      |                                              |
| 신상 교차로 (진량고가도로)                                                                    | 공단4로 황제1길                                 | 경산시                        | 진량읍                                      |                                              |
| 외환은행네거리                                                                                | 공단로 다문로                                   | 경산시                        | 진량읍                                      | 경산 나들목 (1호선 경부고속도로)와 간접 연결 |
| 진량읍 행정복지센터                                                                           |                                                 | 경산시                        | 진량읍                                      |                                              |
| 진량중학교 진량고등학교                                                                       | 지방도 제919호선 (대학로)                       | 경산시                        | 진량읍                                      | 지방도 제919호선과 중복                      |
| (보인1리)                                                                                     | 보인길 봉회길                                   | 경산시                        | 진량읍                                      | 지방도 제919호선과 중복                      |
| 봉회네거리                                                                                    | 공단로 버티미길                                 | 경산시                        | 진량읍                                      | 지방도 제919호선과 중복                      |
| 부하교                                                                                        | 문천길                                          | 경산시                        | 진량읍                                      | 지방도 제919호선과 중복                      |
| 대구대삼거리                                                                                  | 대구대로                                        | 경산시                        | 진량읍                                      | 지방도 제919호선과 중복                      |
| 하양교                                                                                        | 금호강변로                                      | 경산시                        | 진량읍                                      | 지방도 제919호선과 중복                      |
| 하양교                                                                                        | 하양읍                                          | 경산시                        |                                             | 지방도 제919호선과 중복                      |
| 금락지하차도                                                                                  |                                                 | 경산시                        |                                             | 지방도 제919호선과 중복                      |
| 금락네거리                                                                                    | 국도 제4호선 (대경로) 지방도 제919호선 (대학로) | 경산시                        | 지방도 제919호선과 중복 국도 제4호선과 중복 |                                              |
| 하주교                                                                                        |                                                 | 경산시                        | 국도 제4호선과 중복                         |                                              |
| 동서 교차로                                                                                   | 하양로 한사들길                                 | 경산시                        | 국도 제4호선과 중복                         |                                              |
| 하교                                                                                          |                                                 | 경산시                        | 국도 제4호선과 중복                         | 와촌면                                       |
| (이름 없음)                                                                                   | 계당길                                          | 경산시                        | 국도 제4호선과 중복                         | 와촌면                                       |
| 계당교                                                                                        |                                                 | 영천시                        | 국도 제4호선과 중복                         | 금호읍                                       |
| 교대사거리                                                                                    | 지방도 제909호선 (사일로) (교대길)              | 영천시                        | 국도 제4호선과 중복                         | 금호읍                                       |
| 금호 교차로                                                                                   | 국도 제35호선 (영천우회도로)                    | 영천시                        | 국도 제4, 35호선과 중복                     | 금호읍                                       |
| 냉천 교차로                                                                                   | 국도 제4호선 국도 제35호선 (대경로)             | 영천시                        | 국도 제4, 35호선과 중복                     | 금호읍                                       |
| 원제삼거리                                                                                    | 고수골길                                        | 영천시                        |                                             | 금호읍                                       |
| 영천교통 이마트 영천점                                                                        |                                                 | 영천시                        | 서부동                                      |                                              |
| 영양교                                                                                        |                                                 | 영천시                        | 서부동                                      |                                              |
| 영천여자고등학교                                                                              |                                                 | 영천시                        | 서부동                                      |                                              |
| 서문육거리                                                                                    | 강변로 운동장로 장수로 수원지길                 | 영천시                        | 서부동                                      |                                              |
| 중앙사거리                                                                                    | 천문로                                          | 영천시                        | 중앙동                                      |                                              |
| 시청오거리                                                                                    | 시청로 완산로 동문길                            | 영천시                        | 중앙동                                      |                                              |
| 동부사거리                                                                                    | 동부로                                          | 영천시                        | 동부동                                      |                                              |
| 신망정사거리                                                                                  | 망정로 영화로                                   | 영천시                        | 동부동                                      |                                              |
| 조교삼거리                                                                                    | 호국로                                          | 영천시                        | 동부동                                      |                                              |
| 언하공단사거리                                                                                | 언하공단로                                      | 영천시                        | 동부동                                      |                                              |
| 동영천IC 교차로 (동영천 나들목)                                                               | 301호선 영천상주고속도로                        | 영천시                        | 동부동                                      |                                              |
| 임고 교차로                                                                                   | 국도 제28호선 (영천우회도로)                    | 영천시                        | 임고면                                      |                                              |
| 양항 교차로                                                                                   | 포은로                                          | 영천시                        | 임고면                                      |                                              |
| 임고서원 교차로                                                                               | 지방도 제921호선 (운주로)                       | 영천시                        | 임고면                                      |                                              |
| 임고 교차로                                                                                   | 포은로                                          | 영천시                        | 임고면                                      |                                              |
| 양향교 평천초등학교 평천교                                                                    |                                                 | 영천시                        | 임고면                                      |                                              |
| 임고 나들목                                                                                   | 20호선 새만금포항고속도로                       | 영천시                        | 임고면                                      |                                              |
| 영천댐                                                                                        |                                                 | 영천시                        | 임고면                                      |                                              |
|                                                                                               | 자양면                                          | 영천시                        |                                             |                                              |
| 용화교                                                                                        | 용화길                                          | 영천시                        |                                             |                                              |
| 영천시공예촌캠핑장 (구 자양초등학교) 자양면 행정복지센터 원각교                               |                                                 | 영천시                        |                                             |                                              |
| (삼귀)                                                                                        | 신방로                                          | 영천시                        |                                             |                                              |
| 충효삼거리                                                                                    | 별빛로                                          | 영천시                        |                                             |                                              |
| 충효교                                                                                        |                                                 | 영천시                        |                                             |                                              |
| (도일리)                                                                                      | 도일길                                          | 영천시                        |                                             |                                              |
| 지동교                                                                                        |                                                 | 포항시                        | 북구 죽장면                                 |                                              |
| 지동삼거리                                                                                    | 국도 제31호선 (새마을로)                        | 포항시                        | 북구 죽장면                                 | 국도 제31호선과 중복                         |
| 지동초등학교 죽장면 행정복지센터                                                              |                                                 | 포항시                        | 북구 죽장면                                 | 국도 제31호선과 중복                         |
| 죽장삼거리                                                                                    | 국도 제31호선 (새마을로)                        | 포항시                        | 북구 죽장면                                 | 국도 제31호선과 중복                         |
| (죽장정류소) 송내교 가사교 가사1교 가사2교 가사3교 가사4교                                    |                                                 | 포항시                        | 북구 죽장면                                 |                                              |
| (상옥리)                                                                                      | 지방도 제921호선 (기북로)                       | 포항시                        | 북구 죽장면                                 |                                              |
| (상옥1리)                                                                                     | 수목원로                                        | 포항시                        | 북구 죽장면                                 |                                              |
| 상옥복지회관                                                                                  | 국가지원지방도 제68호선 (수목원로79번길)        | 포항시                        | 북구 죽장면                                 | 국가지원지방도 제68호선과 중복               |
| 죽장면 행정복지센터 상옥출장소 죽장초등학교 상옥분교장 기계중학교 상옥분교장                  |                                                 | 포항시                        | 북구 죽장면                                 | 국가지원지방도 제68호선과 중복               |
| (먹방골)                                                                                      | 국가지원지방도 제68호선 (부남로)                | 포항시                        | 북구 죽장면                                 | 국가지원지방도 제68호선과 중복               |
| 먹방교                                                                                        |                                                 | 포항시                        | 북구 죽장면                                 |                                              |
| 향로교 마두교 (잠수교) 포항학생야영장 (잠수교) 조교 신교 옥녀교                               |                                                 | 포항시                        | 북구 죽장면                                 | 1차선 구간                                   |
| (잠수교)                                                                                      |                                                 | 포항시                        | 북구 죽장면                                 | 1차선 구간                                   |
|                                                                                               | 영덕군                                          | 달산면                        |                                             | 1차선 구간                                   |
| (옥계유원지)                                                                                  | 영덕군                                          | 달산면                        | 지방도 제930호선 (팔각산로)                 | 지방도 제930호선과 중복                      |
| 옥산교 옥산초등학교 (폐교)                                                                    | 영덕군                                          | 달산면                        |                                             | 지방도 제930호선과 중복                      |
| (옥산리)                                                                                      | 영덕군                                          | 달산면                        | 지방도 제930호선 (산정로)                   | 지방도 제930호선과 중복                      |
| 흥기교                                                                                        | 영덕군                                          | 달산면                        | 지방도 제914호선 (강산로)                   | 지방도 제914호선과 중복                      |
| 달산면사무소 영덕예술촌 (구 달산초등학교) 영덕중학교 달산분교 (폐교)                          | 영덕군                                          | 달산면                        |                                             | 지방도 제914호선과 중복                      |
| 대지삼거리                                                                                    | 영덕군                                          | 달산면                        | 지방도 제914호선 (주왕산로)                 | 지방도 제914호선과 중복                      |
| 대지교                                                                                        | 영덕군                                          | 달산면                        |                                             |                                              |
|                                                                                               | 영덕군                                          | 지품면                        |                                             |                                              |
| 신양교                                                                                        | 영덕군                                          |                               |                                             |                                              |
| 신양삼거리                                                                                    | 영덕군                                          | 국도 제34호선 (경동로)        | 국도 제34호선과 중복                        |                                              |
| 신양강변터널                                                                                  | 영덕군                                          |                               | 국도 제34호선과 중복 연장 약 120m           |                                              |
| 지품면사무소                                                                                  | 영덕군                                          | 국도 제34호선 (경동로)        | 국도 제34호선과 중복                        |                                              |
| 지품초등학교 독지교 도계1교 도계2교 도계3교 도계4교                                           | 영덕군                                          |                               |                                             |                                              |
| 도계2리                                                                                       | 영덕군                                          |                               | 비포장 구간                                 |                                              |
| (대1리)                                                                                       | 영덕군                                          | 대동로                        | 비포장 구간                                 | 영해면                                       |
| 대1교 대2교                                                                                   | 영덕군                                          |                               | 1차선 구간                                  | 영해면                                       |
| 묘곡1리                                                                                       | 영덕군                                          |                               |                                             | 영해면                                       |
| 임실교 원구초등학교 (폐교)                                                                    | 영덕군                                          |                               |                                             | 영해면                                       |
| (원구1리)                                                                                     | 영덕군                                          | 지방도 제918호선 (창수영해로) | 지방도 제918호선과 중복                     | 영해면                                       |
| 신기리                                                                                        | 영덕군                                          | 지방도 제918호선 (영양창수로) | 지방도 제918호선과 중복                     | 창수면                                       |
| 창수대교 창수초등학교 미곡분교 (폐교) 창수초등학교 오촌분교 (폐교)                            | 영덕군                                          |                               |                                             | 창수면                                       |
| (삼계2교 남단)                                                                                | 영덕군                                          | 오서로                        |                                             | 창수면                                       |
| 삼계리                                                                                        | 영덕군                                          |                               | 비포장 구간                                 | 창수면                                       |
| 원수목이                                                                                      | 영덕군                                          |                               | 비포장 구간                                 | 창수면                                       |
|                                                                                               | 울진군                                          | 온정면                        | 비포장 구간                                 |                                              |
| 조금리                                                                                        | 울진군                                          | 온정면                        | 비포장 구간                                 |                                              |
| 조금교 조금1교                                                                                | 울진군                                          | 온정면                        |                                             |                                              |
| (소태2리)                                                                                     | 울진군                                          | 온정면                        | 국도 제88호선 (백암온천로)                  |                                              |
| 소태리                                                                                        | 울진군                                          | 온정면                        |                                             | 미개통 구간                                  |
| 선구2리                                                                                       | 울진군                                          | 온정면                        |                                             | 미개통 구간                                  |
| 외선미리                                                                                      | 울진군                                          | 온정면                        |                                             | 비포장 구간                                  |
| 길곡리                                                                                        | 울진군                                          |                               | 매화면                                      | 비포장 구간                                  |
| (잠수교) 죽전2교 매화초등학교 길곡분교 (폐교) 죽전1교 길곡3교 길곡2교 길곡1교 갈마2교 갈마1교 | 울진군                                          |                               | 매화면                                      | 1차선 구간                                   |
| 갈면2교 갈면1교 송전교 동막교 가양3교 기향교                                                  | 울진군                                          |                               | 매화면                                      |                                              |
| (기향교 북단)                                                                                 | 울진군                                          | 원남로                        | 매화면                                      | 종점                                         |

## 도로명
부산광역시
- 강서구 성산삼거리 ~ 세산 교차로 : 생곡로
- 강서구 세산 교차로 ~ 통전 교차로 : 가락대로
- 강서구 통전 교차로 ~ 식만교 : 서낙동로

경상남도
- 김해시 불암동 식만교 ~ 대동면 신명2교 : 서낙동로
- 김해시 대동면 원지삼거리 ~ 덕산삼거리 : 대동로
- 김해시 대동면 덕산삼거리 ~ 상동면 감로리 : 동북로
- 양산시 원동면 원리삼거리 ~ (배내휴게소) : 원동로
- 양산시 원동면 (배내휴게소) ~ 배내골 : 배내로

울산광역시
- 울주군 상북면 배내골 ~ 배내골입구삼거리 : 배내로
- 울주군 상북면 배내골입구삼거리 ~ 행정마을입구 교차로 : 석남로
- 울주군 상북면 행정마을입구 교차로 ~ 운문재 : 운문로

경상북도
- 청도군 운문면 운문재 ~ 대천삼거리 : 운문로
- 청도군 운문면 대천삼거리 ~ 금천면 동곡네거리 : 청려로
- 청도군 금천면 동곡네거리 ~ 갈지리 : 금천로
- 경산시 남산면 평기리 ~ 자인면 울옥 교차로 : 설총로
- 경산시 자인면 울옥 교차로 ~ 남촌네거리 : 한장군로
- 경산시 자인면 남촌네거리 ~ 단북네거리 : 일연로
- 경산시 자인면 단북네거리 ~ 진량읍 외환은행네거리 : 공단로
- 경산시 진량읍 외환은행네거리 ~ 진량고등학교 : 다문로
- 경산시 진량읍 진량고등학교 ~ 하양읍 금락네거리 : 대학로
- 경산시 하양읍 금락네거리 ~ 영천시 금호읍 냉천 교차로 : 대경로
- 영천시 금호읍 냉천 교차로 ~ 원제삼거리 : 금호로
- 영천시 금호읍 원제삼거리 ~ 중앙동 시청오거리 : 최무선로
- 영천시 중앙동 시청오거리 ~ 동부동 조교삼거리 : 호국로
- 영천시 동부동 조교삼거리 ~ 포항시 북구 죽장면 지동삼거리 : 포은로
- 포항시 북구 죽장면 지동삼거리 ~ 죽장삼거리 : 새마을로
- 포항시 북구 죽장면 죽장삼거리 ~ 영덕군 달산면 (옥계유원지) : 죽장로
- 영덕군 달산면 (옥계유원지) ~ 지품면 신양삼거리 : 팔각산로
- 영덕군 지품면 신양삼거리 ~ 지품면사무소 : 경동로
- 영덕군 지품면 지품면사무소 ~ 영해면 (대1리) : 지영로
- 영덕군 영해면 (대1리) ~ (원구1리) : 대동로
- 영덕군 영해면 (원구1리) ~ 창수면 신기리 : 창수영해로
- 영덕군 창수면 신기리 ~ (삼계2교 남단) : 오서로
- 영덕군 창수면 (삼계2교 남단) ~ 울진군 온정면 (소태2리) : 온정로
- 울진군 온정면 외선미리 ~ 매화면 (기향교 북단) : 온매로